# I. e. 121
Évszázadok: i. e. 3. század – i. e. 2. század – i. e. 1. század
Évtizedek: i. e. 170-es évek – i. e. 160-as évek – i. e. 150-es évek – i. e. 140-es évek – i. e. 130-as évek – i. e. 120-as évek – i. e. 110-es évek – i. e. 100-as évek – i. e. 90-es évek – i. e. 80-as évek – i. e. 70-es évek
Évek: i. e. 126 – i. e. 125 – i. e. 124 – i. e. 123 –  i. e. 122 – i. e. 121 – i. e. 120 – i. e. 119 – i. e. 118 – i. e. 117 – i. e. 116

## Események

### Róma
- Quintus Fabius Maximust és Lucius Opimiust választják consulnak.
- Opimius consul szándékosan provokálva Caius Gracchus volt néptribunust és híveit, visszavonatja annak törvényeit. Ennek megvitatásakor dulakodásra kerül sor és Gracchus hívei megölnek egy lictort. A szenátus sürgősséggel törvényt hoz a köztársaság védelméről, amit Opimius úgy értelmez, hogy Gracchus veszélyt jelent az államra és bármilyen módon meg kell álltani. Fegyverbe szólítja a szenátorokat, akik szolgáikkal rátámadnak Gracchus híveire és véres összecsapásban közülük sokat - köztük Gracchust - megölnek, majd az elfogottak közül háromezret kivégeznek. A vitatott törvényeket visszavonják.
- Cnaeus Domitius Ahenobarbus proconsul Vindaliumnál elefántjai segítségével legyőzi az allobroges gall törzset. Ezt követően Fabius Maximus consul a arvernes törzset hódoltatja meg. Megkezdődik az Itáliát és Hispániát összekötő Gallia Narbonensis provincia megszervezése.
- A rómaiak legnépszerűbb borának, a falernusi bornak a leghíresebb, opimiusi évjárata. Többek között ezt az évjáratot szolgálták fel 60 évvel később, Julius Caesarnak hispániai győzelme alkalmából.

### Hellenisztikus birodalmak
- Kleopátra Thea szeleukida régens meg akarja mérgezni az egyre kevésbé irányítható fiát, VIII. Antiokhoszt. Amikor az hazatér egy vadászatról, bort nyújt neki, de a fiúnak gyanússá válik a viselkedése és kényszeríti anyját, hogy kiigya a poharat, amitől az meghal.

### Kína
- Huo Csu-ping (Vej-csing unokaöccse) nagy győzelmet arat a hsziungnuk fölött, megöl közülük 30 ezret, köztük 7 fejedelmet. Megszállja Nyugat-Kanszut és nomád mintára átszervezi a kínai könnyűlovasságot.

## Születések
- Publius Sulpicius Rufus, római politikus

## Halálozások
- Caius Sempronius Gracchus, római politikus
- Kleopátra Thea, szeleukida királyné és régens

## Fordítás
- Ez a szócikk részben vagy egészben  a(z)   121 av. J.-C. című francia Wikipédia-szócikk fordításán alapul.  Az eredeti cikk szerkesztőit annak laptörténete sorolja fel. Ez a jelzés csupán a megfogalmazás eredetét és a szerzői jogokat jelzi, nem szolgál a cikkben szereplő információk forrásmegjelöléseként.